# Piracanjuba
Piracanjuba este un oraș în Goiás (GO), Brazilia.